# Photobombing

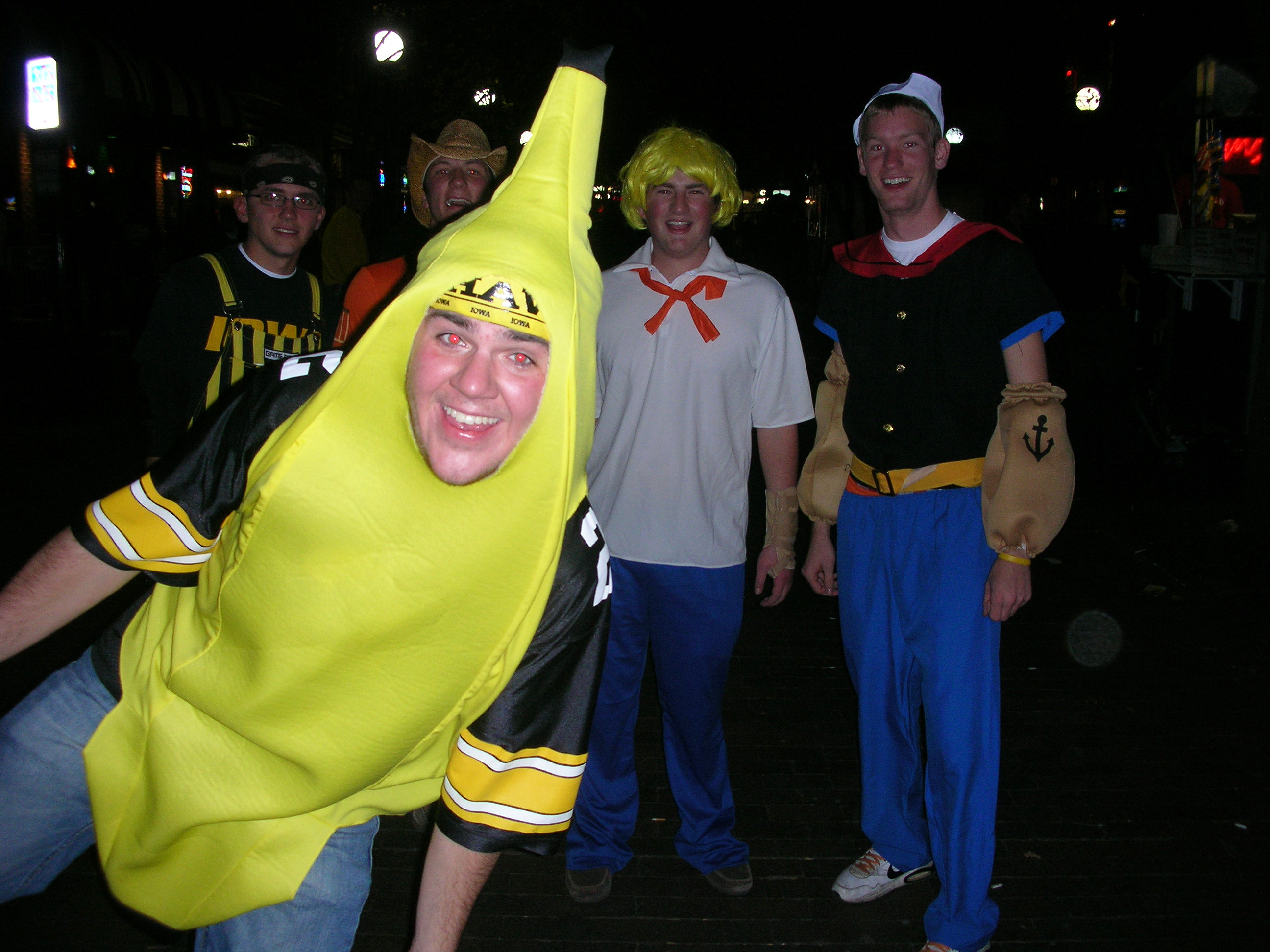
Un photobombing délibéré.

Le photobombing est l'intrusion accidentelle ou intentionnelle d'une personne au premier plan ou à l'arrière-plan d'une photographie en train d'être prise. Dans le cas d'une intrusion délibérée, il s'agit souvent de faire une farce au photographe ou aux sujets photographiés, en gâchant le contexte de leur photo.

## Historique

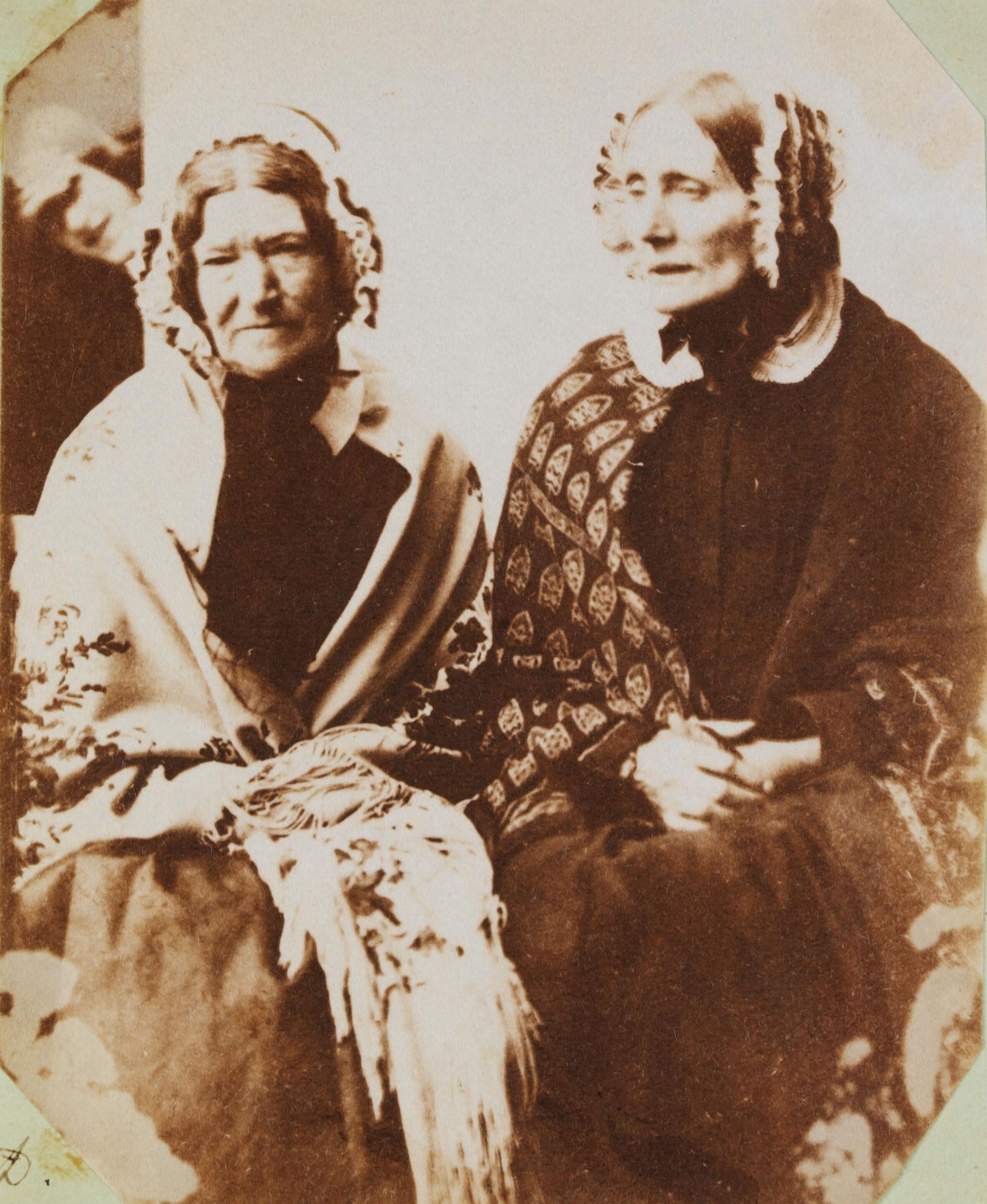
Cette image, prise au pays de Galles aux alentours de 1853, est peut-être le plus ancien exemple de photobombe.

Le terme est inventé en 2008 aux États-Unis, où il reçoit une couverture médiatique importante à partir de 2009. L'expression vient du verbe to bomb pris dans le sens argotique de « faire rater » ; How to bomb a photo, c'est « Comment faire foirer une photo ».
La pratique du photobombing (ou photobombage) gagne le monde entier, alimentée principalement par l'abondance de clichés instantanés pris par des smartphones et autres appareils mobiles qui permettent une diffusion rapide sur Internet. Certains sites web comportent des sections sur les photobombs (ou photobombes) ou sont entièrement consacrés au phénomène.
En 2014, photobomb est désigné comme le « mot de l'année » par le Collins English Dictionary (en).
Il existe un terme connexe, le videobombing, qui applique le concept à des séquences vidéo au lieu de photographies.